# Эльче Илиситано
«Эльче Илиситано» (исп. Elche CF Ilicitano) — испанский футбольный клуб из одноимённого города в провинции Аликанте в автономном сообществе Валенсия, резервная команда клуба «Эльче». Клуб основан в 1932 году, под именем «Илиситано», гостей принимает на арене «Сьюдад Депортива», вмещающей 1 500 зрителей. В Примере  команда никогда не выступала, лучшим результатом является 16-е в Сегунде в сезонах 1968/69, 1969/70.

## Прежние названия
- 1932-1941 — «Илиситано»
- 1941-1992 — «Депортиво Илиситано»
- 1992-2005 — «Эльче B»
- 2005 — «Эльче Илиситано»

## Сезоны по дивизионам
- Сегунда - 2 сезона
- Сегунда B - 2 сезон
- Терсера - 33 сезона
- Региональные лиги - 47 сезонов

## Достижения
- Терсера
  - Победитель (3): 1967/68, 1998/99, 2012/13